# George Sears Greene
Pour les articles homonymes, voir Greene.
George Sears Greene (né le 6 mai 1801 à Apponaug, État du Rhode Island, et décédé le 28 janvier 1899 à Morristown, État du New Jersey) est un major général de l'Union. Il est enterré à Warwick, État du Rhode Island.

## Avant la guerre
George Sears Greene est issu de la septième génération du pionnier John Greene qui s'est installé, en 1635, dans la colonie de la baie du Massachusetts. Le lieutenant-général Nathanael Greene, héros de la guerre d'indépendance des États-Unis est l'un de ses ancêtres. Après un revers de fortune de ses parents, il travaille dans une mercerie de New York. Il réussit néanmoins à entrer à l'Académie militaire de West Point. George Sears Greene en sort diplômé en 1823.
Il est breveté second lieutenant le 1er juillet 1823 dans le 1st US Artillery et est promu à ce grade à la même date dans le 3rd US Artillery. 
À l'issue de sa première affectation, il est affecté en tant que professeur-assistant en mathématiques à West Point avant d'être affecté sur différents postes d'artilleur. Il se marie en 1828 avec Elizabethn Vinton à Providence. Il est promu premier-lieutenant le 31 mai 1829. Il a deux fils et une fille. Sa femme et ses enfants meurent tous entre 1832 et 1833 alors que George Sear Greene est affecté à fort Sullivan. Il étudie alors le droit et la médecine et réussit les examens afférents.
Il quitte le service actif le 30 juin 1836. Il devient alors ingénieur civil et devient ingénieur-assistant sur la voie ferrée entre Andover et Wilmington au Massachusetts. Il se remarie avec Martha Barrett Dana en 1837 à Charleston avec qui il aura six enfants.
En 1856, il conçoit et construit un grand réservoir dans Central Park alors qu'il travaille pour le département de l'eau de la ville de New York.

## Guerre de Sécession
George Sears Greene se propose dès le début du conflit pour servir dans les forces. Il doit néanmoins attendre une opportunité en raison de son âge. Il est nommé colonel du 60th New York Infantry le 18 janvier 1862. Il prend le commandement d'un régiment, manquant de discipline et dont le précédent colonel a démissionné à la suite d'une pétition de l'ensemble des officiers. Son arrivée surprend les officiers du régiment qui s'attendaient à une vague de promotions internes à la suite de la vacance de commandement. Il reprend en main le régiment.
Il est nommé brigadier général le 28 avril 1862. Il est affecté à l'état-major du général Burnside lors de la retraite de Port Royal et de Winchester vers Williamsport.

### Antietam
Il commande une division lors de la bataille d'Antietam. Lors de cette bataille, sa division affronte les hommes du général Jackson. La division avance de près 1,5 kilomètre dans les positions confédérées au prix de combats au corps à corps. Le général Jackson écrira dans son compte rendu : « Nos troupes furent exposées pendant près d'une heure à une terrible tempête d'obus, de mitrailles et de fusillade [...] le carnage des deux côtés était intense. » Deux couleurs confédérées sont prises : celles du 15th Alabama Infantry et celles d'un régiment de Caroline du Nord. Le général Greene tient ses positions avancées pendant quatre heures de combats désespérés, mais à court de munitions et par suite des renforts apportés aux troupes de Jackson, il retraite.
George Sears Greene tombe malade en octobre et s'absente pour trois semaines.

### Chancellorsville
Le 1er mai 1863, le général Hooker tente une avancée vers Fredericksburg. La brigade du général Greene se retrouve sous le feu ennemi. Le général Geary écrit : « la conduite de la brigade de Greene était admirable à cet instant critique. Bien qu'elle fût exposée tout le temps sous le feu ennemi dans une position où ils ne pouvaient ni s'abriter, ni se défendre, ni reprendre l'assaut, ils se sont comportés avec le calme et la discipline des vétérans, imitant l'exemple que leur donnait avec compétence leur commandant de brigade. » La brigade recule alors dans des bois vers Chancellorsville où elle commence à réaliser des retranchements selon les instructions du général Greene intimement persuadé de l'efficacité des ouvrages défensifs. Le 3 mai 1863, la brigade subit une attaque féroce mais tient ses positions jusqu'à ce que le général Hooker ne commande la retraite. Le 102th New York Infantry capture néanmoins les couleurs du 20th Georgia Infantry et quelques prisonniers. La brigade de Greene subit 528 pertes (tués, blessés ou disparus) lors de cette bataille.

### Gettysburg

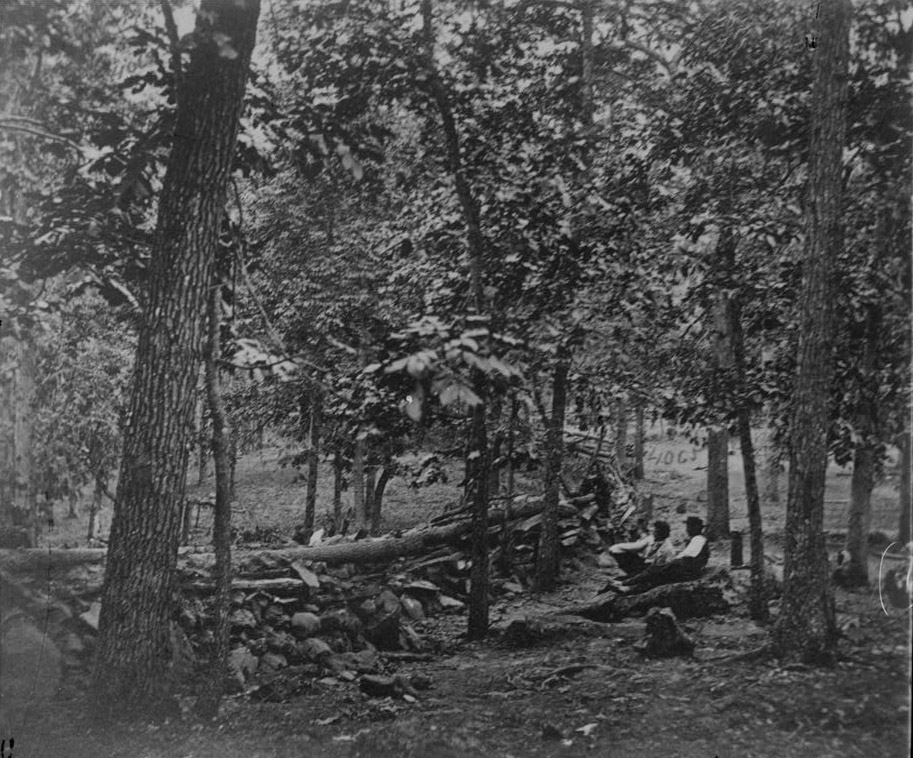
Retranchements de l'Union à Culp's Hill.

Lors de la bataille de Gettysburg, il commande la 3rd brigade de la division du général Geary du corps commandé par le général Slocum,. En plus des régiments de sa brigade, il reçoit dans la nuit du 2 juillet 1863 le renfort de quatre régiments. Alors que le général James Longstreet lance une attaque sur Peach Orchard, le général Meade dégarnit la position de Culp's Hill pour faire échec à l'assaut confédéré, laissant la brigade commandée par le général Greene seule sur le terrain. La brigade est chargée de tenir la position à Culp's Hill. Son passé d'ingénieur, ses compétences tactiques et sa pugnacité font que George Sears Greene fait faire des retranchements. George Sears Greene coordonne personnellement les travaux de retranchement. Face à lui, les forces confédérées sont trois fois supérieures en nombre : la division commandée par le général Johnson du corps d'Ewell est positionnée sur Benner's Hill.  Les troupes confédérées renouvellent les assauts pendant trois heures mais la brigade, solidement retranchée, repoussent les quatre assauts consécutifs. Les combats cessent à la tombée de la nuit. Les combats sur Culp's Hill sont ignorés dans les rapports officiels de l'Union. Lors de cette bataille, il est l'officier le plus âgé de l'armée du Potomac.
À l'issue de la bataille, le général Slocum a dit : « L'échec de l'ennemi pour prendre entièrement possession de nos positions était entièrement dû aux compétences du général Greene et à la valeur héroïque de ses troupes. » Lors d'un discours prononcé en 1893, le général Longstreet concédera : « le mérite à la brigade de Greene d'avoir empêché les confédérés de tourner le flanc droit de l'armée du général Meade. »

### Wauhatchie
Sous les ordres du général Geary, lors de la bataille de Wauhatchie, il est sévèrement blessé. Lors de cette bataille, les troupes de l'Union sont réduites à deux brigades : la brigade du général Greene et celle du général Cobham soit une batterie de 4 canons, 93 officiers et 1 499 hommes. L'attaque la plus violente subie par l'Union porte sur le régiment du colonel Ireland de la brigade du général Greene : le 137th New York Infantry. Après plus de deux heures de combats, les confédérés se retirent. Le général Greene est blessé à la mâchoire par une balle de calibre 62. Il reste sur le champ de bataille.
Un mois plus tard, après avoir recouvré la santé, il est membre d'une cour martiale. Il se fait ré-opérer de la mâchoire six mois plus tard.
Il commande aussi une division lors de la bataille de Kinston dans l'armée commandée par Sherman.
Il prend ensuite le commandement d'une division provisoire composée de convalescents et de recrues qui doivent rejoindre leur affectation dans l'armée du Cumberland et l'armée du Tennessee. Il prend ensuite le commandement d'une brigade.
Il est breveté major général le 13 mars 1865 pour bravoure et service méritant pendant la guerre. Il est ensuite membre d'une cour martiale jusqu'au 30 avril 1866 date à laquelle il quitte le service actif des volontaires.

## Après la guerre
George Sears Greene reprend ses activités d'ingénieur civil et est nommé ingénieur en chef et délégué au département de l’aqueduc de Croton de la ville de New York. En 1871, il est nommé ingénieur en chef des travaux publics de Washington DC. Il quitte son poste en 1872 mais continue de pratiquer sa profession pendant encore 20 ans.
Il est élu président de la American Society of Civil Engineers de 1875 à 1877. Il est aussi président de la New York Genealogical and Biographical Society pendant plusieurs années.
En 1894, ses pairs et anciens subordonnés souhaitent qu'il obtienne une pension de l'armée régulière de brigadier général. Le comité des affaires militaires de la Chambre des représentants ne trouve pas de précédent. Néanmoins, un acte spécial du Congrès, porté par Daniel Sickles, autorise le Président à nommer George Sears Greene premier lieutenant dans l'artillerie le 2 août 1894 avec date d'effet la veille. Il prend sa retraite le 11 août 1894.
Le colonel Lewis R. Stegman, du 102th New York Infantry, a écrit « Dans nos camps, il était un père bienveillant pour ses fils. Dans les lignes de combat, sa silhouette était toujours sur le front. Sa présence était une inspiration. Il était un soldat parfait, croyant en le volontaire américain, et le volontaire croyait en lui. »

## Hommage

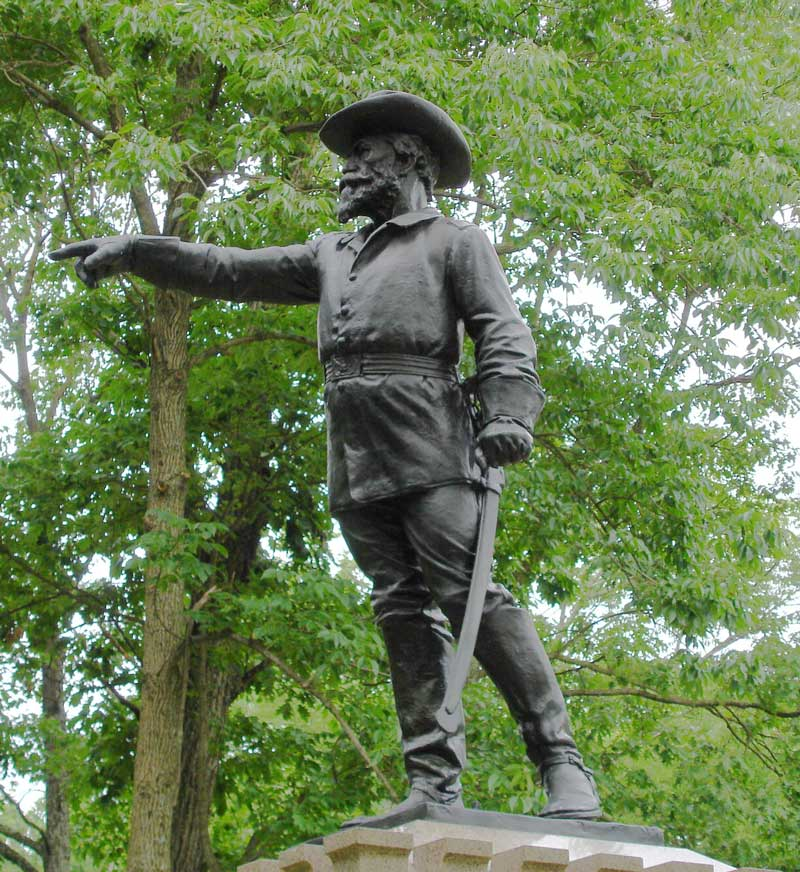
Statue du général George Sears Greene dans le Gettysburg National Military Park.

Un monument est érigé en 1907 à l'endroit où se tenait le 60th New York Infantry sur Culp's Hill,.